# Obwód czernihowski
Obwód czernihowski (ukr. Чернігівська область) – jeden z 24 obwodów Ukrainy. Leży w północnej części Ukrainy, na północy graniczy z Białorusią i Rosją, na wschodzie z obwodem sumskim, na południowym wschodzie z obwodem połtawskim, na południu i zachodzie z obwodem kijowskim.
Obwód został utworzony 7 października 1932. Stolicą obwodu jest Czernihów.

## Podział administracyjny
Obwód dzieli się na 5 rejonów:
1. czernihowski
2. koriukowski
3. niżyński
4. nowogrodzki
5. pryłucki

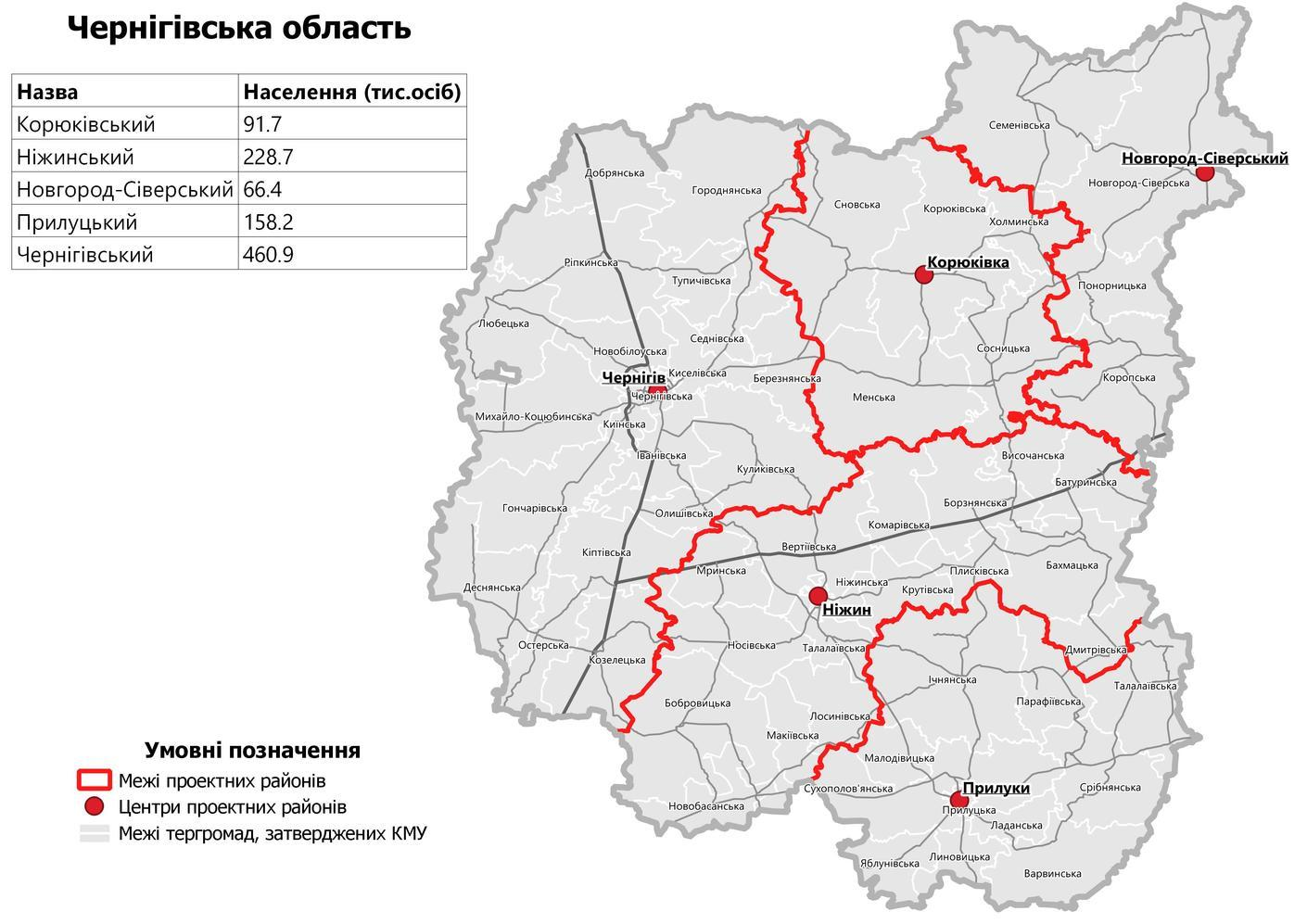
Rejony od 2020 roku

Rejony do 2020 roku

Do 19 lipca 2020 roku obwód dzielił się na 22 rejony:
- bachmacki
- bobrowicki
- borzniański
- czernihowski
- horodniański
- iczniański
- kozielecki
- koropski
- koriukowski
- kułykiwski
- meński
- niżyński
- nowogrodzki
- nosowski
- pryłucki
- ripkyński
- semeniwski
- snowski
- sośnicki
- sribniański
- tałałajiwski
- warwiński

oraz 4 miasta wydzielone: Czernihów, Niżyn, Nowogród Siewierski oraz Pryłuki.

## Historia
W czasach przynależności do Królestwa Polskiego magdeburskie prawa miejskie z rąk Wazów otrzymały m.in. Pryłuki, Nowogród Siewierski, Czernihów, Nieżyn, Borzna i Ostrz. Czernihów był stolicą województwa czernihowskiego, położonego w prowincji małopolskiej Korony Królestwa Polskiego. Obszar obwodu leżał w granicach Polski do 1667 r., a utratę potwierdził pokój Grzymułtowskiego w 1686 r.
Wskutek inwazji Rosji na Ukrainę część obwodu czernihowskiego znajdowała się pod rosyjską okupacją między 24 lutego a 3 kwietnia 2022 roku. W jej wyniku zginęło 478 cywilów, w tym 68 dzieci, kolejne 692 osoby zostały ranne, a miasto obwodowe Czernihów znajdowało się w oblężeniu. Do zbrodni wojennych doszło także w mniejszych miejscowościach. Pomimo wycofania wojsk okupacyjnych Siły Zbrojne Federacji Rosyjskiej kontynuują ataki artyleryjskie, dronowe i rakietowe na obwód czernihowski, głównie przeciwko miejscowościom przygranicznym oraz miastu Czernihów.

## Miasta
|     | Miasto              | Populacja (2016) |
| --- | ------------------- | ---------------- |
| 1.  | Czernihów           | 294 095          |
| 2.  | Niżyn               | 71 814           |
| 3.  | Pryłuki             | 57 137           |
| 4.  | Bachmacz            | 18 441           |
| 5.  | Nosówka             | 13 856           |
| 6.  | Nowogród Siewierski | 13 652           |
| 7.  | Koriukówka          | 12 999           |
| 8.  | Horodnia            | 12 273           |
| 9.  | Mena                | 12 004           |
| 10. | Snowśk              | 11 343           |
| 11. | Bobrowica           | 11 295           |
| 12. | Icznia              | 11 224           |
| 13. | Borzna              | 10 294           |
| 14. | Semeniwka           | 8 420            |
| 15. | Oster               | 6 180            |
| 16. | Baturyn             | 2 581            |

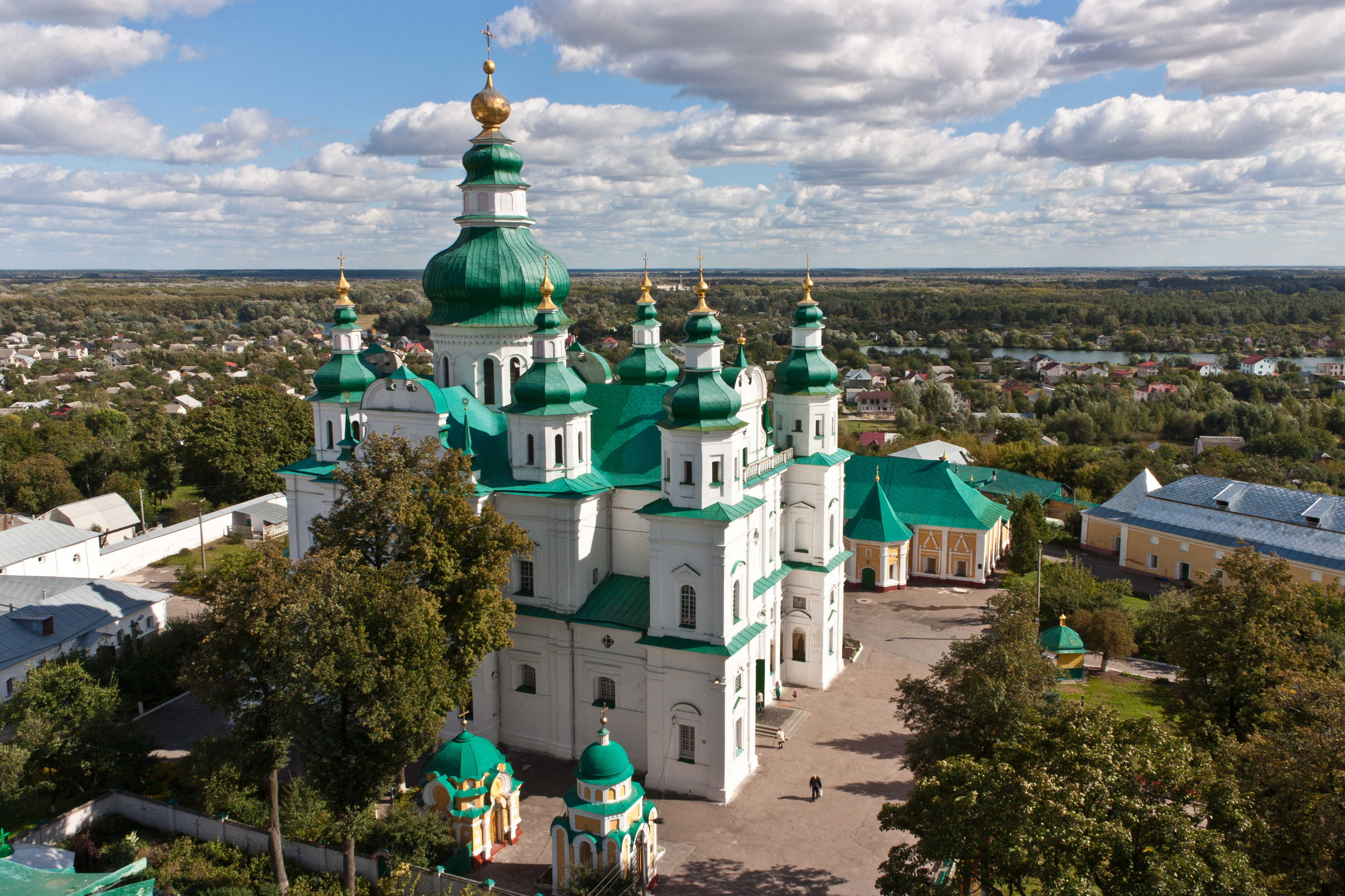
Czernihów
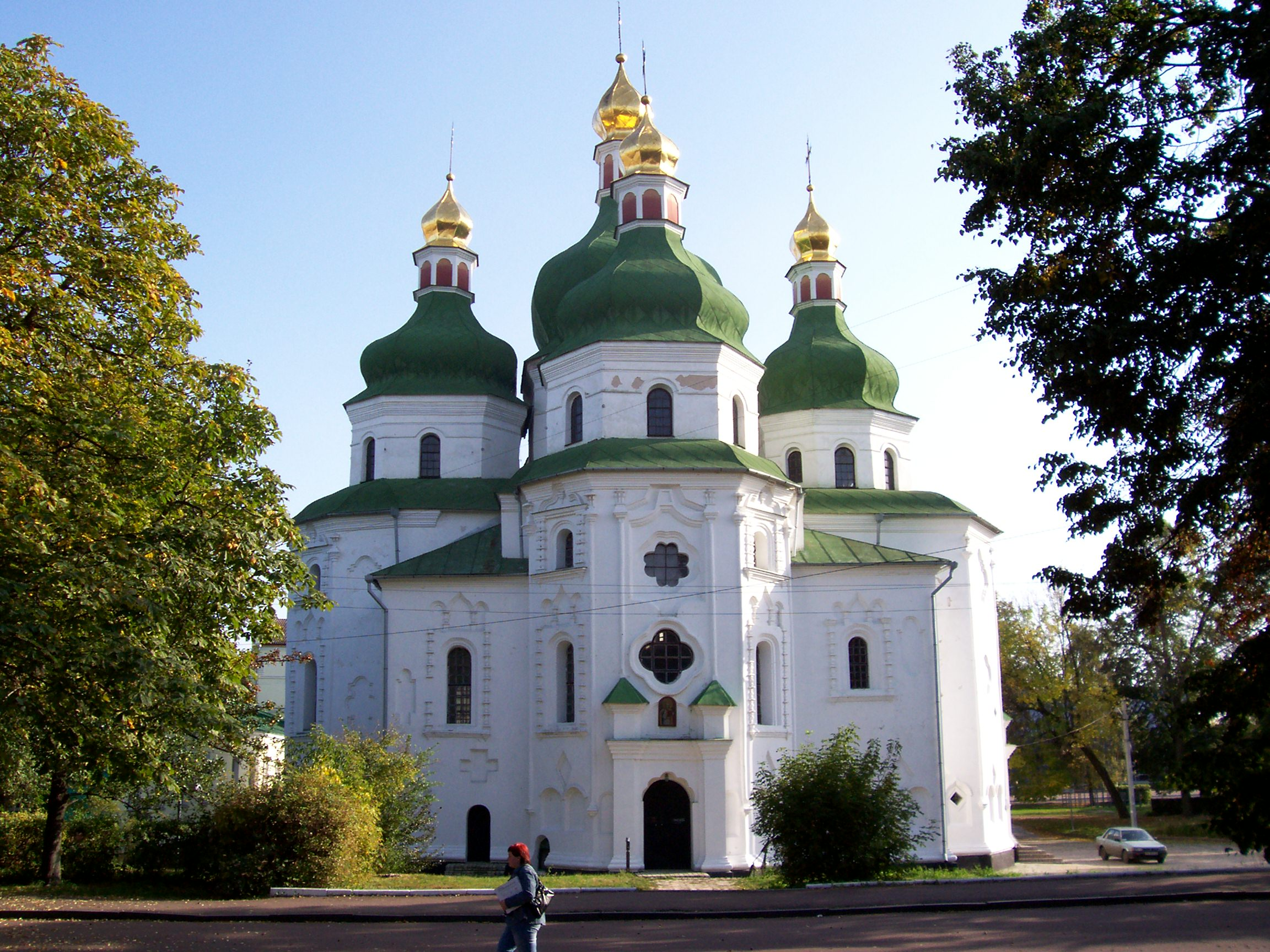
Nieżyn
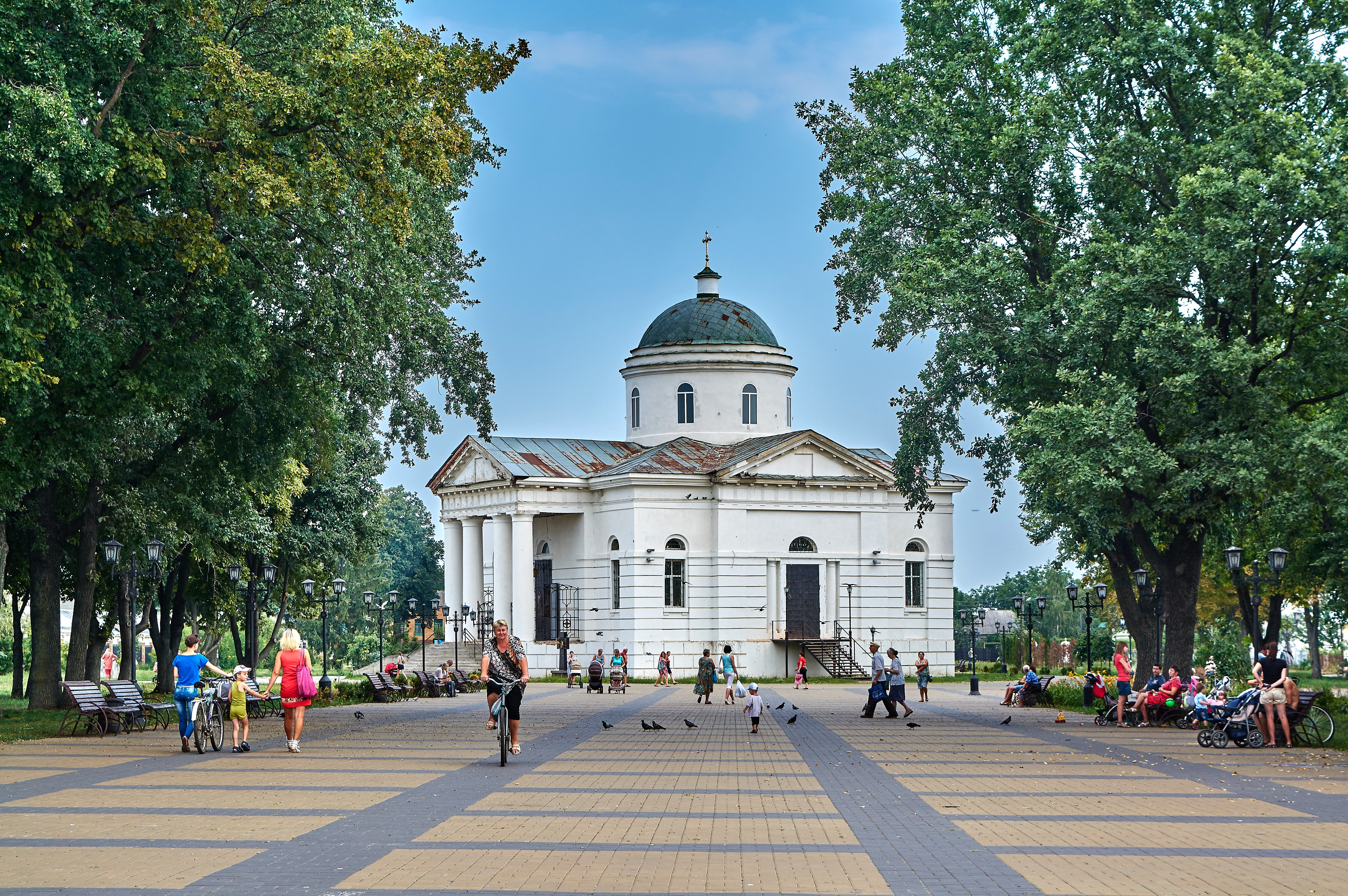
Pryłuki
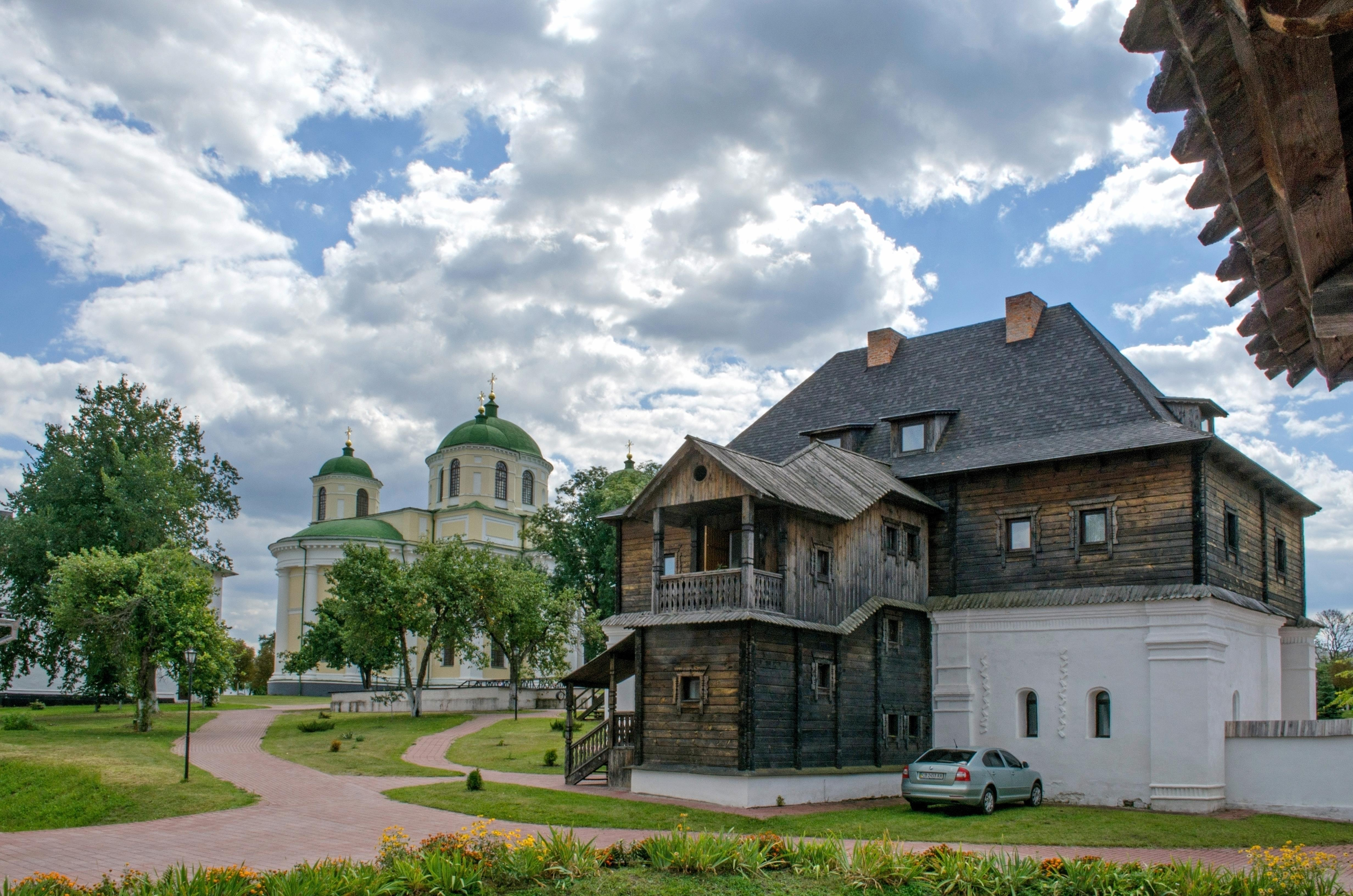
Nowogród Siewierski